# Брётен (коммуна)
Брётен (нем. Bröthen) — община в Германии, в земле Шлезвиг-Гольштейн.
Входит в состав района Герцогство Лауэнбург. Подчиняется управлению Бюхен. Население составляет 271 человек (на 31 декабря 2010 года). Занимает площадь 10,69 км².